# Sofía Cairo
Sofía Cairo (Buenos Aires, 8 de octubre de 2002) es una jugadora argentina de hockey sobre césped. Es integrante de la Selección nacional con la que ganó la medalla de bronce en los Juegos Olímpicos de París 2024 y la medalla de oro en los Juegos Panamericanos de 2023.

## Carrera deportiva
En 2023 integró la Selección que compitió en los Juegos Panamericanos donde ganó la medalla de oro y logró la clasificación a los Juegos Olímpicos de París 2024.
En los Juegos Olímpicos de París 2024, consiguió ganar la medalla de bronce luego de haber caído en semifinales ante la Selección de Países Bajos y vencido a Bélgica en la tanda de penales 3 a 1 en el partido por el tercer puesto.